# Paris-Roubaix de 1980
A 78.ª edição da Paris-Roubaix teve lugar a 13 de abril de 1980 e foi vencida em solitário pelo italiano Francesco Moser, por terceiro ano consecutivo.

## Equipas
| Equipes profissionais de ciclismo (15)- Sanson-Campagnolo - Peugeot-Esso-Michelin - Puch-Sem-Campagnolo - Renault-Gitane - IJsboerke-Warncke Eis - Boule d'Or-Sunair-Colnago - DAF Trucks-Lejeune - TI-Raleigh-Creda - Safir-Ludo - La Redoute-Motobécane - Miko-Mercier-Vivagel - Vermeer-Thijs-Mini-Flat - Marc-Carlos-V.R.D.-Woningbouw - HB Alarmsystemen - Boston-IFI-Mavic |
| |

## Classificação final
| \| Classificação geral \| Classificação geral \| Classificação geral \| Classificação geral \| Classificação geral \| \| Ciclista \| Ciclista \| Equipe \| Tempo \| \| \| ------------------- \| ----------------------- \| ---------------------- \| ------------------- \| ------------------- \| \| 1. \| Francesco Moser \| Sanson-Campagnolo \| 6h07m28s \| \| \| 2. \| Gilbert Duclos-Lassalle \| Peugeot-Esso-Michelin \| + 1m48s \| \| \| 3. \| Dietrich Thurau \| Puch-Campagnolo-Sem \| + 3m30s \| \| \| 4. \| Bernard Hinault \| Renault-Gitane \| + 6m05s \| \| \| 5. \| Marc Demeyer \| IJsboerke-Warncke Eis \| + 6m05s \| \| \| 6. \| Alfons De Wolf \| Boule d'Or-Studio Casa \| + 6m05s \| \| \| 7. \| Daniel Willems \| IJsboerke-Warncke Eis \| + 6m05s \| \| \| 8. \| William Tackaert \| DAF Trucks-Lejeune \| + 8m37s \| \| \| 9. \| Ludo Peeters \| IJsboerke-Warncke Eis \| + 9m35s \| \| \| 10. \| Piet van Katwijk \| TI-Raleigh-Creda \| + 10m38s \| \| |                         |                        |          |
| |                         |                        |          |
| Fontes: ProCyclingStats Cycling Archives |                         |                        |          |
| Classificação geral |                         |                        |          |
| Ciclista | Ciclista                | Equipe                 | Tempo    |
| 1. | Francesco Moser         | Sanson-Campagnolo      | 6h07m28s |
| 2. | Gilbert Duclos-Lassalle | Peugeot-Esso-Michelin  | + 1m48s  |
| 3. | Dietrich Thurau         | Puch-Campagnolo-Sem    | + 3m30s  |
| 4. | Bernard Hinault         | Renault-Gitane         | + 6m05s  |
| 5. | Marc Demeyer            | IJsboerke-Warncke Eis  | + 6m05s  |
| 6. | Alfons De Wolf          | Boule d'Or-Studio Casa | + 6m05s  |
| 7. | Daniel Willems          | IJsboerke-Warncke Eis  | + 6m05s  |
| 8. | William Tackaert        | DAF Trucks-Lejeune     | + 8m37s  |
| 9. | Ludo Peeters            | IJsboerke-Warncke Eis  | + 9m35s  |
| 10. | Piet van Katwijk        | TI-Raleigh-Creda       | + 10m38s |